# Fortezza (Botticelli)
La Fortezza è un dipinto a tempera su tavola (167 × 87 cm) di Sandro Botticelli, datato 1470 e conservato nella Galleria degli Uffizi a Firenze. Si tratta della più antica opera sicuramente datata di Botticelli.

## Storia
Sette Virtù vennero commissionate con un contratto datato 18 agosto 1469 a Piero del Pollaiolo dal Tribunale della Mercanzia (l'organo che soprintendeva alle corporazioni di arti e mestieri di Firenze e giudicava i reati di natura commerciale) per decorare le spalliere degli stalli nella sala delle Udienze della sede in piazza della Signoria. Si conosce anche una seconda delibera che confermò l'incarico, al quale dovette partecipare, ma non sappiamo esattamente in quale misura, anche il fratello di Piero, Antonio.
La Carità fu la prima tavola ad essere eseguita, tanto da essere consegnata già nel dicembre 1469. La bottega del Pollaiolo eseguì sei dei sette dipinti previsti; il settimo, la Fortezza venne eseguito dal giovane Sandro Botticelli.
Il giovane pittore venne scelto su suggerimento del magistrato della Mercatura Tommaso Soderini, a sua volta consigliato da Piero il Gottoso de' Medici che aveva preso l'artista sotto la sua ala protettiva. Ciò avveniva alla fine del 1469, lo stesso anno in cui Piero morì, e la tavola venne ufficialmente allogata nel maggio 1470, per essere rapidamente consegnata entro il 18 agosto, quando fu versato il saldo. La tavola piacque ai committenti, che avrebbero voluto affidare a Botticelli una seconda virtù, ma le proteste energiche del Pollaiolo, assecondate dall'Arte dei Medici e Speziali (che accoglieva anche i pittori), fecero desistere dall'iniziativa.
Citata dall'Albertini nel 1510, in seguito alla soppressione del Tribunale nel 1777 venne immagazzinata, per poi essere trasportata agli Uffizi, dove venne esposta solo dal 1861: prima di allora lo stato di conservazione non era giudicato sufficientemente buono, infatti delle sette Virtù era normalmente esposta la sola Prudenza.
Il restauro del 1994 ha recuperato la forza plastica della figura, la luminosità del trono e della corazza indossata dalla figura, mentre la freschezza del volto è rimasta un po' compromessa dalle precedenti puliture. In quell'occasione si è inoltre proceduto a esaminare la tavola con riflettografie, che hanno messo in luce il disegno preparatorio, molto elaborato e con diversi pentimenti.

## Descrizione e stile

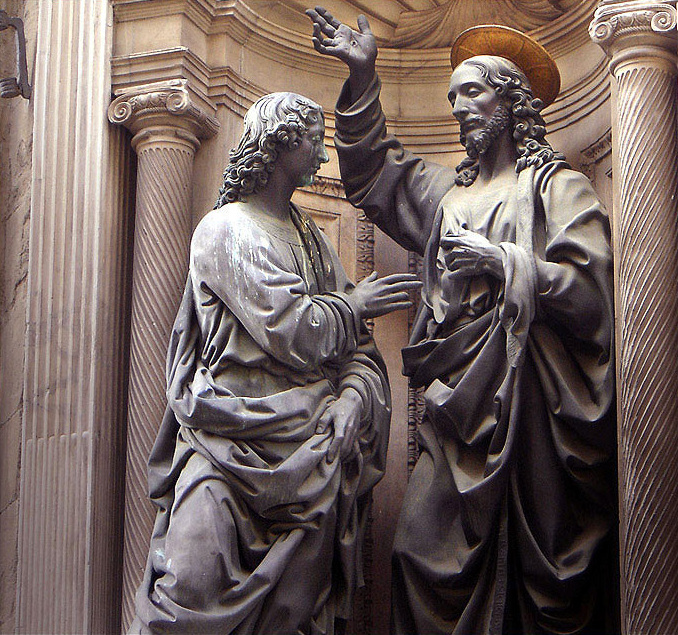
Verrocchio, Incredulità di san Tommaso (dal 1466/1467)

La Fortezza, intesa come determinazione, tiene in mano un bastone del comando e siede su un ampio trono marmoreo con bracci a volute, di ispirazione verrocchiesca. Rispetto alle tavole del Pollaiolo l'opera, sebbene importata su uno schema medesimo, mostra notevoli differenze.
Il colore e il plasticismo marcato derivano dall'esempio di Filippo Lippi, primo maestro di Sandro, così come il tipo fisico della donna dalla bellezza idealizzata, anche se energico e leggermente malinconico come tipico in Botticelli. Le forme sono però più solide e monumentali, animate da una tensione lineare appresa da Antonio del Pollaiolo. Il trono, al posto dell'austero scranno marmoreo del Pollaiolo, è riccamente decorato e dalle forme fantastiche che costituiscono un preciso richiamo alle qualità morali inerenti all'esercizio della magistratura, in pratica un'allusione simbolica al "tesoro" che accompagnava il possesso di questa virtù. Esso è scorciato in maniera meno distorta delle altre Virtù ed è finemente decorato ma meno prorompente, grazie all'uso di colori più scuri che fanno emergere, per contrasto, la figura principale: l'effetto è che essa non sembra nemmeno seduta, ma giustapposta in primo piano, secondo una spazialità che ha un che di onirico. La ricchezza del panneggio della veste, pesante come se fosse bagnato (come nell'Incredulità di san Tommaso del Verrocchio) definisce la struttura corporea, ma al tempo stesso la smaterializza, accordando un privilegio alla linea di contorno rispetto agli altri elementi espressivi. Grande capacità è dimostrata nella resa dell'armatura lucida e finissimamente decorata, che dimostra una conoscenza approfondita dell'arte orafa.
Fu proprio la continua ricerca della bellezza assoluta, al di là del tempo e dello spazio, che porterà Botticelli a staccarsi progressivamente dai modelli iniziali e ad elaborare uno stile sostanzialmente diverso da quello dei suoi contemporanei, che lo rese un caso praticamente unico nel panorama artistico fiorentino dell'epoca.